# Hirtodrosophila magnarcus
Hirtodrosophila magnarcus är en tvåvingeart som först beskrevs av Frota-pessoa 1951.  Hirtodrosophila magnarcus ingår i släktet Hirtodrosophila och familjen daggflugor. Inga underarter finns listade i Catalogue of Life.